# Norderö landskommun
Norderö landskommun var en tidigare kommun i Jämtlands län.

## Administrativ historik
Norderö landskommun inrättades i Norderö socken i Jämtland när 1862 års kommunalförordningar trädde i kraft 1863. Den upphörde vid kommunreformen 1952, då den gick upp i Hallens landskommun. Sedan 1971 tillhör området Östersunds kommun.

## Kommunvapen
Norderö landskommun förde inte något vapen.